# Urszula Michalak
Urszula Joanna Michalak (ur. 30 lipca 1957 w Lublinie) – polska siostra zakonna, urszulanka szara; poetka, eseistka, publicystka. 

## Życiorys

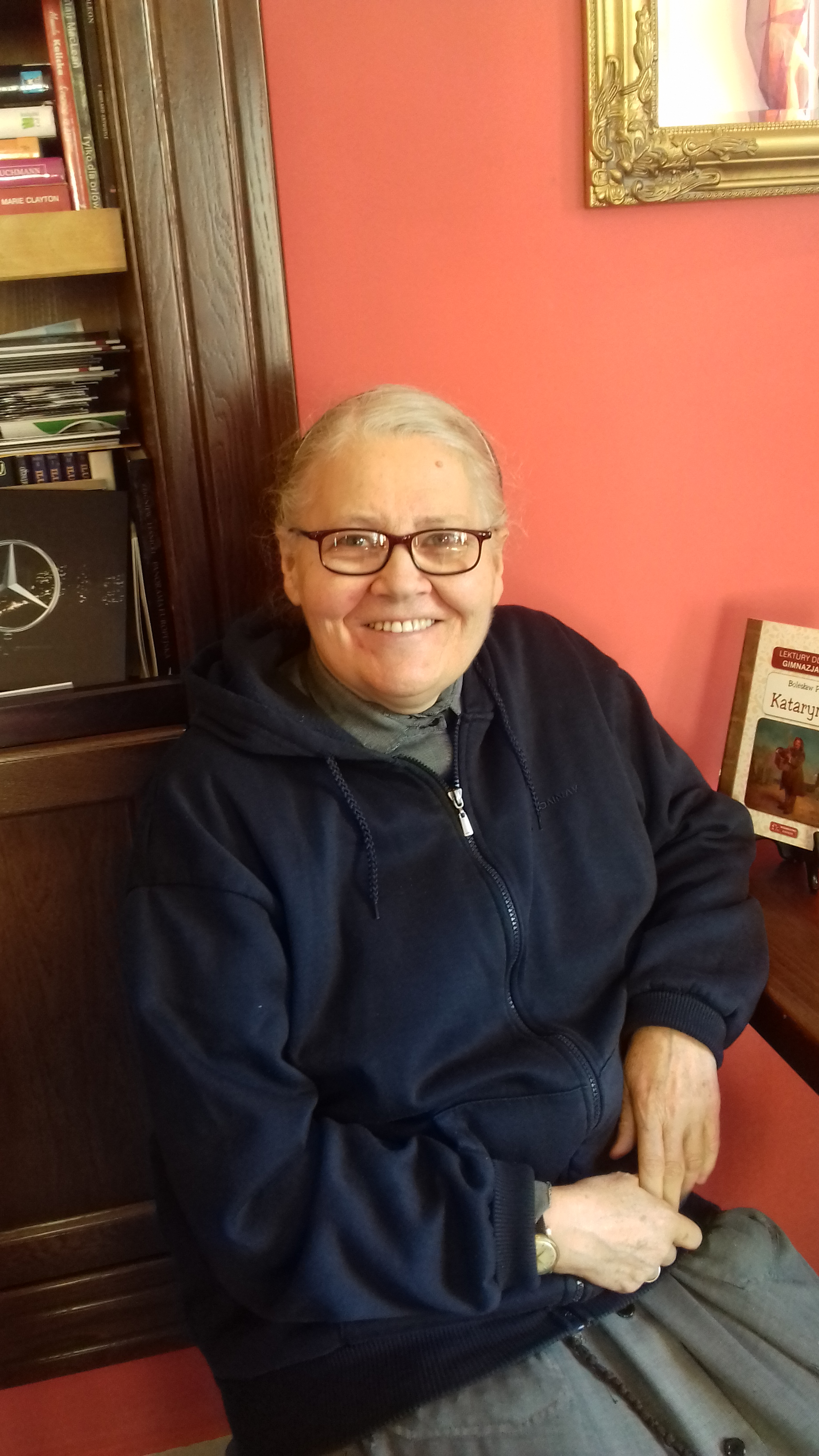
Siostra Urszula Michalak, 2019 r.

Chodziła do szkoły podstawowej nr 19 i 7 w Lublinie. Absolwentka V Liceum Ogólnokształcącego im. Marii Skłodowskiej Curie w Lublinie (1972–1976). W 1976 r. rozpoczęła studia filozoficzne na Uniwersytecie Marii Curie Skłodowskiej w Lublinie. Jako studentka była czynnie zaangażowana w działalność Duszpasterstwa Akademickiego prowadzonego przez ojców jezuitów przy kościele akademickim KUL. Jest wychowanką o. Jerzego Świerkowskiego, o. Mirosława Paciuszkiewicza i wielu innych jezuitów pracujących wówczas w kościele akademickim KUL. Studia ukończyła w 1982 r. z tytułem magistra filozofii. Pod kierunkiem prof. dra hab. B. Dziemidoka, wówczas docenta, i prof. dr hab. E. Borowieckiej, wówczas doktor, napisała pracę magisterską na seminarium naukowym z estetyki nt.: Etyczne problemy dzieła literackiego w oparciu o krytyczno-literacką twórczość Karola Ludwika Konińskiego. Ten polski pisarz międzywojnia w swojej twórczości krytyczno-literackiej stawia tezę, iż estetyczny wymiar dzieła literackiego jest w koniecznej relacji do poziomu życia moralnego autora dzieła. Tylko ten twórca, który może poszczycić się wysokim morale wniesie do kultury autentyczne wartości estetyczne. Istnieje ścisła wzajemna relacja między wartościami etycznymi a wartościami estetycznymi. Dobro odsłania piękno, a piękno wydobywa z mroku życia dobro. Tylko to dzieło literackie spełnia swoją rolę w wymiarze estetycznym, które wskazuje na wartości godne człowieka. Literatura winna ukazywać człowieka, jako osobę z natury skierowaną ku dobru. Dążenie zaś ku dobru czyni życie ludzkie pięknym, bardziej ludzkim i prowadzi do pełni człowieczeństwa. Twórczość, która nie jest potwierdzona wysokim morale autora, która nie rozpoznaje dobra bądź odwraca się od niego jest pusta, jałowa i bezowocna.
Po ukończeniu studiów w 1982 r. wstąpiła do Zgromadzenia Sióstr Urszulanek Serca Jezusa Konającego, potocznie nazywanego urszulankami szarymi, założonego przez św. Urszulę Ledóchowską. Pierwsze dwa lata wstępnej formacji zakonnej odbyła w Pniewach koło Poznania, w domu macierzystym Zgromadzenia. Po złożeniu pierwszych ślubów zakonnych w 1984 r. wróciła do Lublina. Tam na przestrzeni 13 lat pracowała w administracji KUL w Domu Akademickim na Poczekajce, była kierowcą, zaopatrzeniowcem. W latach 1992–96 prowadziła wykłady z metafizyki w Archidiecezjalnym Kolegium Katechetycznym, w 1994-96 uczyła filozofii w Katolickim Liceum Ogólnokształcącym w Lublinie tzw. Biskupiaku, w 1994-95 współpracowała z Telewizją Polsat, dla której przygotowała i zrealizowała siedem programów z cyklu Poczet świętych i błogosławionych polskich.
W 1996 r. uzyskała stopień doktora filozofii na KUL. Pod kierunkiem o. prof. dra hab. Mieczysława A. Krąpca napisała pracę doktorską nt: Koncepcja religii św. Tomasza z Akwinu w świetle współczesnej literatury tomistycznej. Kanwę prowadzonych dociekań filozoficznych stanowiło tomaszowe rozumienie religii zarówno jako usprawnienie moralne w dziedzinie oddawania przez człowieka czci należnej Bogu, jak też jako realnej relacji interpersonalnej, sposobu osobowego życia człowieka, którego perspektywę wyznacza Bóg, Dawca życia, Źródło wszelkiego istnienia i jednocześnie najwyższe Dobro-Cel, ku któremu zdąża człowiek.
W latach 1997–2009 mieszkała i pracowała w Łodzi. Prowadziła wykłady z przedmiotów filozoficznych: metafizyka, etyka, antropologia filozoficzna i teologiczna, historia filozofii, teodycea, pedagogika religii, wstęp do filozofii, logika praktyczna, a także konwersatoria i wykłady monograficzne. Miejscem jej pracy były wyższe uczelnie w Łodzi: Uniwersytet Kardynała Stefana Wyszyńskiego – filia łódzka, Uniwersytet Łódzki, Instytut Teologiczny, Salezjańska Wyższa Szkoła Ekonomii i Zarządzania, Wyższa Szkoła Pedagogiczna,  Podyplomowe Studium Filozoficzne – filia KUL-u, a także Wyższe Seminarium Duchowne w Łodzi, w Łowiczu oraz Wyższe Seminarium Duchowne oo. Franciszkanów Conv. w Łodzi Łagiewnikach, jak również Salezjańskie Liceum Ogólnokształcące. Urszula Michalak jest autorką kilku haseł zamieszczonych w Powszechnej Encyklopedii Filozofii (t. VII, Lublin 2005) oraz w Encyklopedii Filozofii Polskiej (t. I, Lublin 2011). W czasie pobytu w Łodzi przeprowadziła ok. 50 wykładów naukowych, odczytów oraz prelekcji na temat życia i działalności św. Urszuli Ledóchowskiej, Apostołki Łodzi oraz prezentowała swoją poezję na wieczorach poetyckich.
W 2009 r. wróciła do Lublina ze względu na potrzebę pomocy w opiece nad starszą, niepełnosprawną matką, jednocześnie podejmując pracę w Przedszkolu Sióstr Urszulanek SJK jako intendentka i częściowo zaopatrzeniowiec.
Jako poetka debiutowała w 1984 r. w miesięczniku W drodze wierszem Boże Narodzenie 1982. Artykuły filozoficzne, wiersze, eseje publikowała w ok. 40 czasopismach, w takich jak: Akant, Człowiek w kulturze, Droga, Fraza, Gość Niedzielny, Łódzkie Studia Teologiczne, Niedziela, Nowa Okolica Poetów, Okolica Poetów, Poezja Dzisiaj, Przegląd Powszechny, Przewodnik Katolicki, Suplement, Topos, Via Consecrata, W drodze, Źródło. Wiersze Urszuli Michalak były publikowane również w kilkudziesięciu antologiach poezji polskiej i zagranicznej,  prezentowane w TVP Lublin, w Polskim Radiu Lublin. Zostały też przetłumaczone na język ukraiński i fiński. W oparciu o twórczość Urszuli Michalak powstało kilka prac dyplomowych.
W 1997 r. otrzymała Literacką Nagrodę Młodych im. Józefa Czechowicza za tomik wierszy W drodze po śmierć i po zmartwychwstanie, Lublin 1996. Jest laureatką 98 ogólnopolskich i międzynarodowych konkursów poetyckich i literackich.  M. in. otrzymała I nagrodę w konkursach: O pajdkę chleba razowego, Puławy 1997, 1999, 2002, 2003; Konkursu Poetyckiego im. J. Krzewniaka, Karczew 1999; Konkursu Literackiego im. J. I. Kraszewskiego, Biała Podl. 2000, 2002; Konkursu Literackiego im. M. Stryjewskiego, Lębork 2000; O złote gęsie pióro, Wąglany 2001; U progu Kresów, Chełm 2001, Kobieta, Tomaszów Maz. 2001, 2003; O laur Opina, Ciechanów-Opinogóra 1995, 2003; O wieniec Akantu, Bydgoszcz 2004, Ewangeliczny Pasterz, Opoczno 2006; Jan Paweł II, Sieradz 2007; nagrody II, III i wyróżnienia otrzymała m.in. w Konkursach Poetyckich: im. B. Leśmiana, Iłża 1997, 1998; O dzban czarnoleskiego miodu, Czarnolas 1997, 1998, 2001, 2005; im. E. Stachury, Włocławek 1998; Jesienna Chryzantema, Płock 1999, 2000; O liść dębu, Płock 1999, 2002, 2003, 2004; im. M. Konopnickiej, Warszawa 2001, 2003; im. T. Nowaka, Tarnów 2002; im. St. Grochowiaka, Radom 2002, 2004;  im. R. Wojaczka, Mikołów 2002;  im. M. Hłaski, Chorzów 2002; im. C. K. Norwida, Bydgoszcz 2003.
Z okazji jubileuszu 30-lecia pracy twórczej otrzymała w 2014 r. od Prezydenta miasta Lublina Medal Prezydenta, a Kapituła Wawrzynów Literackich przyznała jej Srebrny Wawrzyn Literacki.  W 2018 r. otrzymała również od Prezydenta miasta Lublina Medal 700-lecia Miasta Lublin jak też została stypendystką Prezydenta Lublin. Od 2003 r. jest członkiem Związku Literatów Polskich, przynależy do Lubelskiego Oddziału ZLP. W 2023 została odznaczona Srebrnym Krzyżem Zasługi.

## Publikacje
poezja
- Przechodząc rozległą pustynię (Gaudentinum, Gniezno 1994, ISBN 83-85654-19-4) z grafikami Jacka Solińskiego
- Z aniołem za rękę (Norbertinum, Lublin 1995, ISBN 83-85131-71-X)
- W drodze po śmierć i po zmartwychwstanie (Norbertinum, Lublin 1996, ISBN 83-86837-19-5)
- W muszelce łzy (Lublin 1997)
- Dmuchawce szczęścia, narośla smutku (Norbertinum, Lublin 1998, ISBN 83-86837-72-1)
- Krajobraz wystrugany żywiołem (Niedziela, Częstochowa 1998, ISBN 83-86076-71-2)
- W kolebce czasu (Biblioteka, Łódź 2000, ISBN 83-88529-00-5) z grafikami Zbigniewa Jóźwika
- Wczesne popołudnie (Ludowa Spółdzielnia Wydawnicza, Warszawa 2002, ISBN 85-205-4680-X)
- Paschał ufności (Archidiecezjalne Wydawnictwo Łódzkie, Łódź 2003, ISBN 83-87931-29-2)
- Niewiasta smukłej prostoty (Archidiecezjalne Wydawnictwo Łódzkie, Łódź 2007, ISBN 978-83-89790-31-6); na dołączonej płycie CD wiersze czyta Krzysztof Kolberger
- Aureola zapleciona w pastorał (Archidiecezjalne Wydawnictwo Łódzkie, Łódź 2008, ISBN 978-83-89790-33-0);  na dołączonej płycie CD wiersze czyta Krzysztof Kolberger, muzyka Wojciecha Kilara
- Pod garbatą tęczą codzienności (Instytut Wydawniczy Pax, Warszawa 2011, ISBN 978-83-211-1912-0)
- Dzień za dniem, rok za rokiem (Związek Literatów Polskich, Lublin 2016, ISBN 978-83-933879-6-0)[2]
- Prawie przedwieczór (Związek Literatów Polskich, Lublin 2019, ISBN 978-83-945793-4-0); na dołączonej płycie CD wiersze czyta Anna Dymna[3]
- Wołanie trzciny nadłamanej (Związek Literatów Polskich, Lublin 2020, ISBN 978-83-7847-652-8); na dołączonej płycie CD wiersze czytają Tadeusz Sznuk, Małgorzata Żurakowska
- Rozdarty błękit (Związek Literatów Polskich, Lublin 2022, ISBN 978-83-7847-758-7); na dołączonej płycie CD wiersze czytają Dorota Chotecka-Pazura, Radosław Pazura, Tadeusz Sznuk
- Popiół, pusty grób i soczysty tatarak (Wydawnictwo Diecezjalne i Drukarnia w Sandomierzu,  Sandomierz 2023, ISBN 978-83-8101-536-3)
- I miód i piołun. Wybór wierszy z lat 1974-2024, (Związek Literatów Polskich, Lublin 2024, ISBN 978-83-7847-925-3); na dołączonej płycie CD wiersze czytają Krzysztof Kolberger, Katarzyna Dąbrowska, Anna Dymna, Tadeusz Sznuk, Dorota Chotecka-Pazura, Radosław Pazura
- Medytacje w ogrodzie (Norbertinum 2025, ISBN 978-83-7222-862-8)
- Cichy baranek czyli matka umiera (Norbertinum 2025,

szkice filozoficzne
- Sens bycia człowiekiem: w poszukiwaniu ostatecznej perspektywy życia osobowego (Archidiecezjalne Wydawnictwo Łódzkie, Łódź 2006, ISBN 83-89790-11-4)

## Nagrody i nominacje
- Literacka Nagroda Młodych im. Józefa Czechowicza 1997 za tomik W drodze po śmierć i po zmartwychwstanie
- Medal Prezydenta miasta Lublin z okazji 30-lecia pracy twórczej; 2014
- Srebrny Wawrzyn Literacki za całokształt twórczości; 30-lecie pracy twórczej; 2014
- Nagroda Literacka im. ks. Jana Twardowskiego 2017 za tomik Dzień za dniem, rok za rokiem[4]
- Nominacja do Orfeusza – Nagrody Poetyckiej im. K.I. Gałczyńskiego 2017 za tomik Dzień za dniem, rok za rokiem[5]
- Stypendium Prezydenta Miasta Lublina; 2018
- Medal 700-lecia Miasta Lublin; 2018
- Nagroda Specjalna Prezydenta miasta Lublin z okazji 35-lecia pracy twórczej; 2019
- Wyróżnienie Feniks za tomik poezji Prawie przedwieczór, Lublin 2019; 2020
- Nagroda Kulturalna Województwa Lubelskiego; 2020
- Wyróżnienie Feniks za tomik poezji Wołanie trzciny nadłamanej, Lublin 2020; 2021
- Nagroda Okolicznościowa w dziedzinie twórczości artystycznej; 2022
- Odznaka Honorowa Związku Literatów Polskich z okazji 100-lecia istnienia ZLP; 2022
- Odznaka Honorowa Zasłużony dla Kultury Polskiej; 2023
- Odznaka Honorowa Zasłużony dla Województwa Lubelskiego; 2023
- Medal Zasłużony dla Miasta Lublina; 2023
- Srebrny Krzyż Zasługi; 2023